# Brennelemente-Zwischenlager Biblis
Das Brennelemente-Zwischenlager Biblis (BZB; ehemals Standort-Zwischenlager Biblis) ist ein Lager für hochradioaktive Abfälle am Standort des Kernkraftwerks Biblis.

## Geschichte
Die Genehmigung für das BZB wurde 1999 beantragt und erfolgte am 22. September 2003. Das Lager wurde am 18. Mai 2006 mit der Einlagerung des ersten beladenen Behälters vom Typ CASTOR V/19 in Betrieb genommen. Somit läuft die auf 40 Jahre befristete Genehmigung im Jahr 2046 aus.
Seit dem 1. Januar 2019 ist die BGZ Gesellschaft für Zwischenlagerung die Betreibergesellschaft des BZB.

## Daten
Das nach dem WTI-Konzept gebaute Lager ist etwa 92 m lang, 38 m breit und 19,5 m hoch.
Das Brennelemente-Zwischenlager Biblis hat insgesamt 135 genehmigte Stellplätze für Zwischenlagerbehälter. Aktuell lagern 102 Behälter vom Typ CASTOR V/19 und sechs Behälter vom Typ CASTOR HAW28M, letztere stammen aus der Wiederaufarbeitungsanlage Sellafield. Neben diesen sind noch 138 MOSAIK-Behälter eingelagert. Insgesamt dürfen 252 MOSAIK-Typ-II-Behälter eingelagert werden.
Das Inventar bestand ursprünglich nur in Form von bestrahlten Uran-Brennelementen und bestrahlten Mischoxid-Brennelementen aus den Blöcken A und B des Kernkraftwerks Biblis. Die 3. Änderungsgenehmigung vom 16. Juni 2014 erweiterte das genehmigte Inventar um radioaktive Abfälle in MOSAIK-Behältern. Mit der 9. Änderungsgenehmigung vom 19. Dezember 2019 wurde das Inventar schließlich um Borsilikat-Glaskokillen mit einem Konzentrat aus Aktiniden- und Spaltproduktrestmengen aus der Zerkleinerung und Auflösung von LWR-Brennelementen aus der Wiederaufarbeitung erweitert.
Die genehmigten Maximalwerte für das Inventar des Lagers betragen 1.400 MgSM, eine maximale Wärmeleistung von 5,3 MW sowie ein maximales Aktivitätsinventar von 8,5 × 1019 Bq.

## Zwischenfälle
Mit Stand vom 31. Dezember 2023 gab es im Brennelemente-Zwischenlager noch keine meldepflichtigen Ereignisse gemäß Atomrechtlicher Sicherheitsbeauftragten- und Meldeverordnung.

## Kontroversen
Im Oktober 2020 scheiterte der BUND Hessen vor Gericht, die Aufbewahrung der sechs Behälter vom Typ CASTOR HAW28M zu verhindern. Die Behälter trafen Anfang November 2020 im Brennelemente-Zwischenlager Biblis ein.